# Bertila de Spoleto
Bertila de Spoleto (h. 860-diciembre de 915) fue la esposa de Berengario I de Italia, y por matrimonio reina consorte de Italia y emperatriz consorte carolingia.
Era hija de Supón II (h. 835-h. 885), y de Berta (m. para 921). Su abuelo paterno fue Adalgiso I de Spoleto, segundo hijo de Supón I y padre de Supón II.
Se casó con Berengario h. 880, convirtiéndose en reina de Italia en 888. Sin embargo, su esposo perdió el trono el año siguiente, en favor de Guido de Spoleto. Berengario comenzó a reafirmar su poder en 896, después de la caída de la familia Spoleto, y la retirada del emperador Arnulfo de la península..
Bertila se convirtió en emperatriz después de que su esposo fuera coronado emperador en 915. Murió en diciembre, ese mismo año.
Bertila y Berengario tuvieron varios hijos. Su hija Gisela (882–910) se casó con Adalberto I de Ivrea, que eran padres de Berengario II de Italia.